# Catherine Coleman

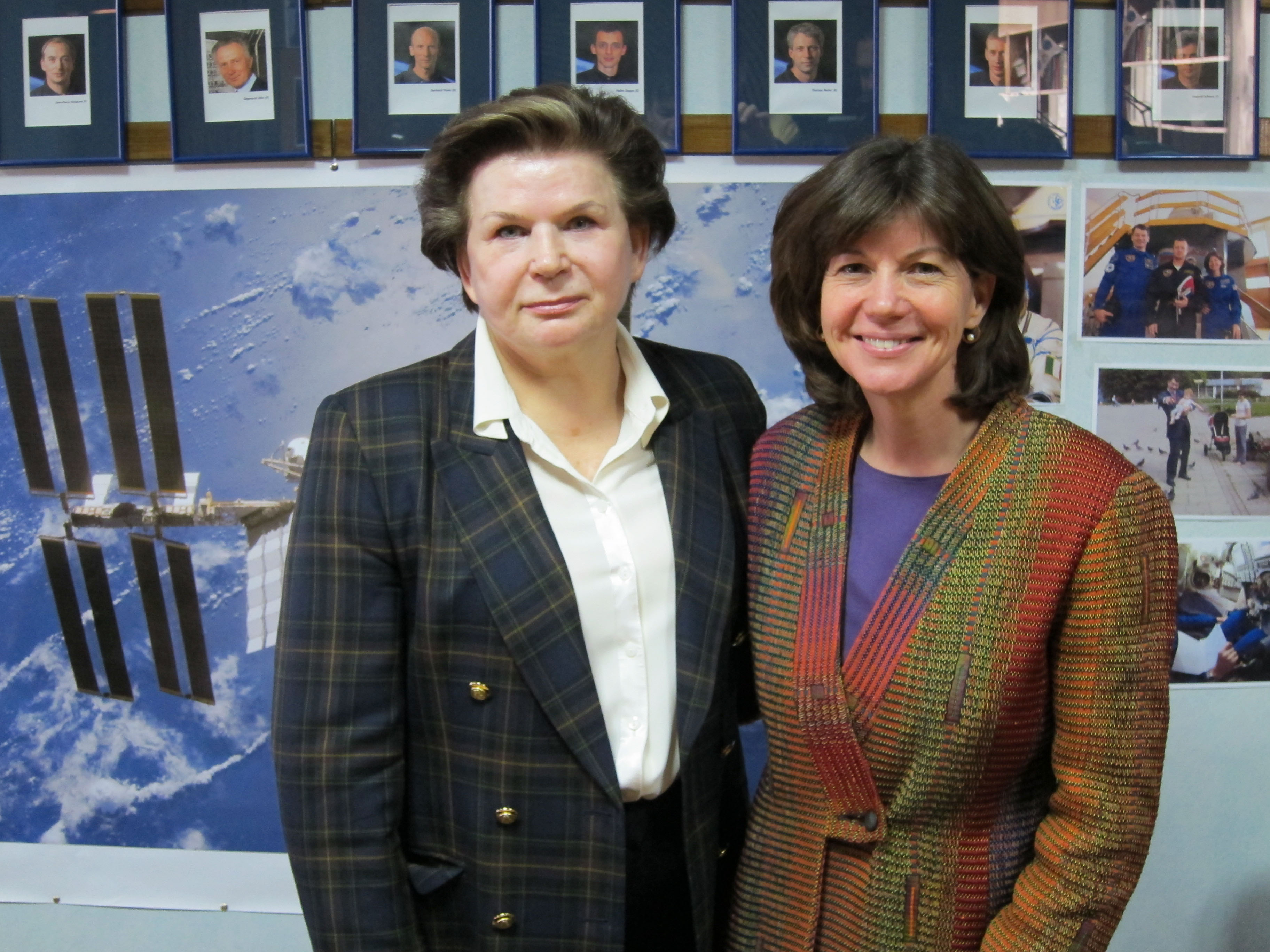
Coleman y Valentina Tereshkova, la primera mujer en ir al espacio, en el Centro de Entrenamiento de Cosmonautas Gagarin, en la Ciudad de las Estrellas, diciembre de 2010.

Catherine 'Cady' Grace Coleman (Charleston, 14 de diciembre de 1960) es una química, ingeniera y astronauta estadounidense, participante en tres misiones espaciales.

## Formación
Coleman se graduó en 1978 en la Wilbert Tucker Woodson High School (Fairfax). En 1978 y 1979 fue estudiante de intercambio en Noruega, en la Røyken Upper Secondary School, gracias a los Progamas Intercultulrales de la AFS. Se formó en química en el MIT en 1983, como miembro del Cuerpo de Entrenamiento de los Oficiales de la Reserva, de la Fuerza Aérea de los Estados Unidos, uniéndose a dicha fuerza como teniente segunda, mientras estudiaba un máster, entrando en el servicio militar activo en 1988 como investigadora química.
En 1991 obtuvo un doctorado en ciencia de polímeros e ingeniería por la University of Massachusetts Amherst.

## NASA

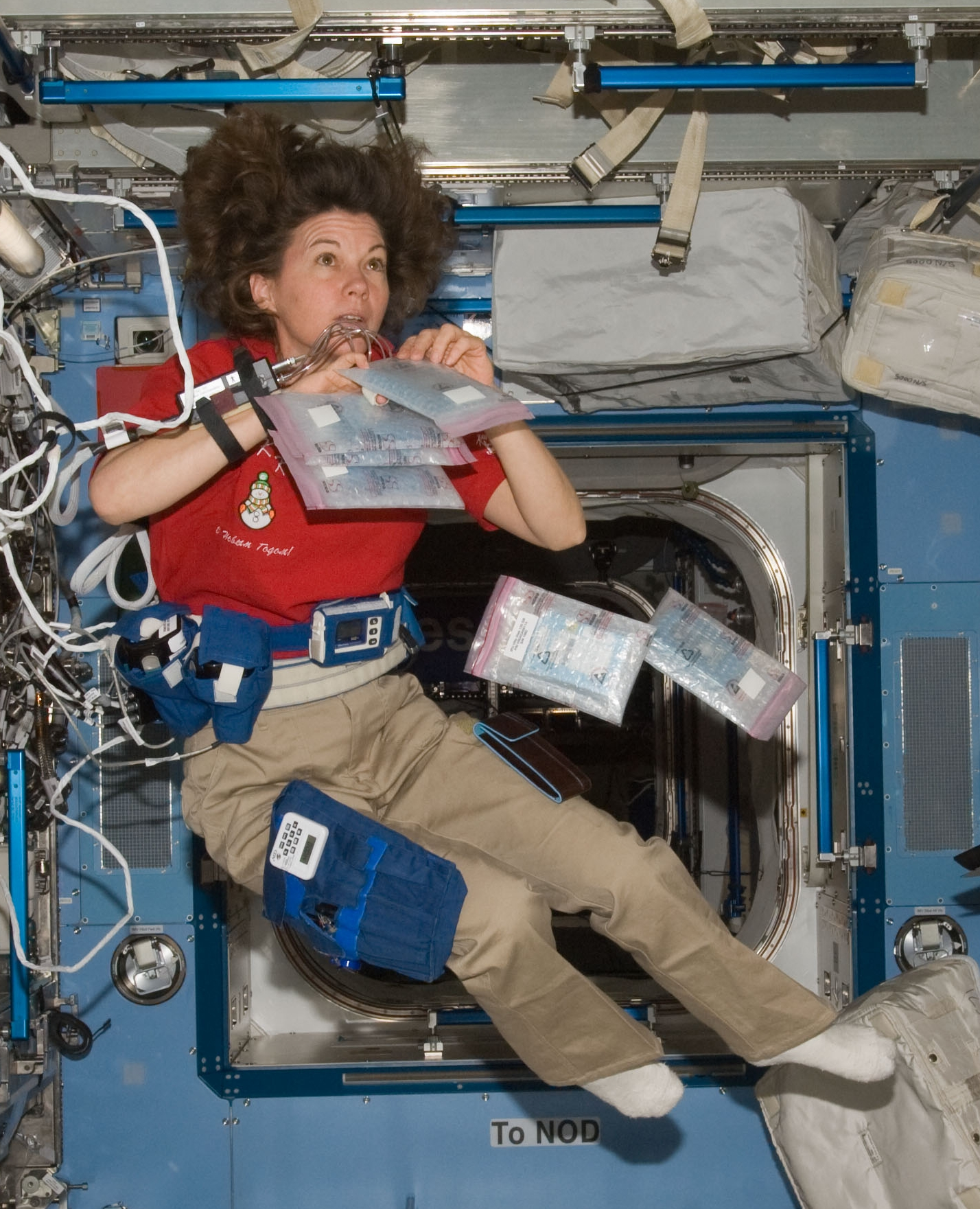
La astronauta de la NASA Catherine Coleman, ingeniera de vuelo de la Expedición 26, participa en la parte de monitorización ambulatoria del experimento de investigación de evaluación cardiovascular integrada (ICV) en el laboratorio Kibo de la Estación Espacial Internacional.

En 1992 entró en la NASA y se clasificó, después del entrenamiento, como especialista de misión. Fue al espacio por primera vez en octubre de 1995 en la STS-73 Columbia, una misión que realizó estudios científicos que incluían biotecnología, ciencia de combustión y física de fluidos.
Volvió al espacio en julio de 1999, en la STS-93 también en el transbordador Columbia, la primera misión de un transbordador STS comandado por una mujer, la astronauta Eileen Collins, que puso en órbita el Observatorio Chandra de Rayos X, en la cual fue la responsable de colocar el satélite en la órbita apropiada operando el brazo robótico Canadarm, de la nave.
Después de la misión, Coleman continuó trabajando en la NASA, como jefa de operaciones y entrenamiento del brazo robótico para todas las misiones del transbordador espacial y de la Estación Espacial Internacional (ISS), hasta el 15 de diciembre de 2010, cuando fue lanzada desde el Cosmódromo de Baikonur, para una misión de larga duración en la ISS, integrando la tripulación de la Soyuz TMA-20, que llevó los nuevos tripulantes de la Expedición 26, de la cual ella formó parte, a la Estación Espacial Internacional. Coleman permaneció hasta 2011 en la estación, integrando también la tripulación permanente de la Expedición 27.
Después casi seis meses en órbita, retornó a la Tierra con la tripulación de la TMA-20, Dmitri Kondratyev y Paolo Nespoli, aterrizando cerca de Dzhezkazgan, en Kazajistán, el 24 de  mayo de 2011

## Talento musical
Casada con un artista plástico, Coleman es flautista y ha llevado varias flautas en sus misiones a la ISS, incluyendo dos dadas por integrantes de la banda irlandesa The Chieftains y una regalada por Ian Anderson, líder y flautista de Jethro Tull, su ídolo. En abril de 2011, ella tocó en directo desde el espacio un dueto con Anderson, para celebrar los 50 años del viaje de Yuri Gagarin. En el mismo mes, Coleman colaboró en un dueto de flautas con Anderson en una de las conmemoraciones de los 50 años del primer hombre en el espacio. Coleman grabó su parte desde la ISS mientars que Anderson añadió su parte después, grabada desde Perm donde estaba de gira.
Coleman formó un grupo musical llamado Bandella, junto con los astronautas Chris Hadfield, Steen Robinson y la esposa del astronauta Donald Pettit, Micky. En mayo de 2014, participó en otro concierto Tierra-espacio junto con una coral de estudiantes del Texas y músicos en el Centro Espacial Johnson, y el astronauta japonés Koichi Wakata, comandante de la Expedición 39 de la ISS, en órbita en el espacio.